# ブライアン・カスターニョ
ブライアン・カスターニョ（Brian Castaño、1989年9月12日 - ）は、アルゼンチンのプロボクサー。ブエノスアイレス州イシドロ・カサノバ出身。元WBA・WBO世界スーパーウェルター級王者。

## 来歴

### アマチュア時代
2009年、イタリアのミラノで開催された2009年世界ボクシング選手権大会にウェルター級(69kg)で出場し、2回戦でジャック・クルカイに敗退した。
2012年、ロンドンオリンピック予選にウェルター級(69kg)で出場するも準々決勝で敗退した。

### プロ時代
2012年9月22日、ブエノスアイレスのエスタディオ・ルナ・パルクでアレハンドロ・アントニオ・ドミンゲスと対戦し、4回TKO勝ちを収めデビュー戦を白星で飾った。
2016年11月26日、ブエノスアイレス州ゴンサレス・カタンのポリデポリティーボ・フアン・ドミンゴ・ペロンでWBA世界スーパーウェルター級9位のエマヌエル・デ・ヘススとWBA世界スーパーウェルター級暫定王座決定戦を行い、6回2分23秒KO勝ちを収め、暫定ながら王座獲得に成功した。
2017年7月1日、フランスのオート＝サヴォワ県エヴィアン＝レ＝バンでWBA世界スーパーウェルター級2位のミッシェル・ソロと対戦し、12回2-1（115-113×2、112-116）の判定勝ちを収め初防衛に成功した。
2017年10月28日、WBAはデメトリアス・アンドラーデのレギュラー王座返上に伴いカスターニョを暫定王者からレギュラー王者に昇格させた。
2018年3月10日、オー＝ド＝セーヌ県ブローニュ＝ビヤンクールのラ・セーヌ・ミュージカルででWBA世界スーパーウェルター級12位のセドリック・ビトゥと対戦し、12回TKO勝ちを収め2度目の防衛に成功した。
2019年3月2日、ニューヨークのバークレイズ・センターにて元WBAスーパー・IBO世界スーパーウェルター級王者のエリスランディ・ララと対戦し、12回1-1（113-115、114-114、115-113）の判定で引き分けたが3度目の防衛に成功した。
2019年6月20日、WBAからWBA世界スーパーウェルター級ゴールド王者のミッシェル・ソロとの指名試合を命じられていたが、交渉がまとまらず入札が実施された結果、ソロ陣営のユニベント・イベントが810,770ドルで入札したのに対してカスターノ陣営のTGBプロモーションズは350,000ドルを提示した為、ユニベント・イベントに落札を許した結果となり試合がフランスで開催されることが決定するも、ユニベント・イベントがファイトマネーの前払金を振り込まず、カスターノ陣営がVADAによるドーピング検査を要請していたにもかかわらずソロ陣営が拒否した為、カスターノは王座を返上した。
2020年4月25日、WBO世界スーパーウェルター級王者パトリック・テシェイラとの対戦が決定していたが新型コロナウイルスの影響で試合延期になった。
2021年2月13日、カリフォルニア州インディオのファンタジー・スプリングス・カジノでWBO世界スーパーウェルター級王者パトリック・テシェイラと対戦し、判定勝ちで王座獲得に成功した。この試合でカスターニョは106,750ドル（約1120万円）、テシェイラは12万5000ドル（約1310万円）のファイトマネーを稼いだ。
2021年7月17日、テキサス州サンアントニオのAT&TセンターでWBAスーパー・WBC・IBFスーパーウェルター級王者ジャーメル・チャーロとの4団体統一戦に臨むも、12回1-1（114-113、111-117、114-114）で引き分けに終わり、4団体統一はお預けとなったものの、両者防衛に成功した形となった。しかしこの試合は、競った好試合ながらカスターニョが勝っていたとの声が多く、チャーロに117-111を付けたジャッジのネルソン・バスケスは酷く糾弾された。実際、米国スポーツメディア「The Athletic」のマイク・コッピンガー記者が自身のTwitter上で行ったアンケートでは、4,138票のうち実に89.3%がカスターノ勝利を支持（チャーロ勝利支持は10.7%）した。

2022年2月16日、ジャーメル・チャーロとの再戦が3月19日に決まっていたが、カスターニョがトレーニング中に上腕二頭筋の裂傷を負ったために試合が延期となった。
2022年5月14日、カリフォルニア州カーソンの ディグニティ・ヘルス・スポーツ・パーク・テニスコートでWBAスーパー・WBC・IBFスーパーウェルター級王者ジャーメル・チャーロとダイレクトリマッチを行い、10回に2度ダウンを奪われ、10回KO負けを喫し王座陥落した。この試合でチャーロは100万ドル（約1億3千万円）、カスターニョは50万ドル（約6700万円）のファイトマネーを稼いだ。

## 戦績
- アマチュアボクシング：191戦 181勝 5敗 5分[29]
- プロボクシング：20戦 17勝 (12KO) 2分 1敗

| 戦           | 日付           | 勝敗 | 時間     | 内容    | 対戦相手                 | 国籍           | 備考                                                          |
| ------------ | -------------- | ---- | -------- | ------- | ------------------------ | -------------- | ------------------------------------------------------------- |
| 1            | 2012年9月22日  | ☆    | 4R 2:59  | TKO     | アレハンドロ・ドミンゲス | アルゼンチン   | プロデビュー戦                                                |
| 2            | 2012年10月20日 | ☆    | 5R 1:40  | TKO     | ホセ・パズ               | アルゼンチン   |                                                               |
| 3            | 2013年1月26日  | ☆    | 6R       | 判定3-0 | パブロ・ロルダン         | アルゼンチン   |                                                               |
| 4            | 2013年5月25日  | ☆    | 2R 2:27  | TKO     | セサール・ベレス         | アルゼンチン   |                                                               |
| 5            | 2013年10月12日 | ☆    | 5R 2:46  | TKO     | クラウディネイ・ラセルダ | ブラジル       |                                                               |
| 6            | 2014年4月12日  | ☆    | 2R 2:40  | TKO     | ファン・クエジャル       | アルゼンチン   |                                                               |
| 7            | 2014年6月6日   | ☆    | 4R       | TKO     | セサール・シルバ         | アルゼンチン   |                                                               |
| 8            | 2015年4月4日   | ☆    | 2R       | TKO     | クリスプロ・アンディーノ | アルゼンチン   |                                                               |
| 9            | 2015年7月26日  | ☆    | 1R 2:53  | TKO     | トッド・マヌエル         | アメリカ合衆国 |                                                               |
| 10           | 2015年8月29日  | ☆    | 5R 1:15  | 失格    | ジョナサン・バティスタ   | ドミニカ共和国 |                                                               |
| 11           | 2015年12月18日 | ☆    | 8R       | 判定3-0 | アーロン・ガルシア       | メキシコ       |                                                               |
| 12           | 2016年7月12日  | ☆    | 5R 2:03  | TKO     | マーカス・アップショウ   | アメリカ合衆国 |                                                               |
| 13           | 2016年11月26日 | ☆    | 6R 2:23  | KO      | エマヌエル・デ・ヘスス   | プエルトリコ   | WBA世界スーパーウェルター級暫定王座決定戦                     |
| 14           | 2017年7月1日   | ☆    | 12R      | 判定2-1 | ミッシェル・ソロ         | フランス       | WBA暫定防衛1→レギュラー王座に認定                             |
| 15           | 2018年3月10日  | ☆    | 12R 2:27 | TKO     | セドリック・ビトゥ       | フランス       | WBA防衛2                                                      |
| 16           | 2019年3月2日   | △    | 12R      | 判定1-1 | エリスランディ・ララ     | アメリカ合衆国 | WBA防衛3                                                      |
| 17           | 2019年11月2日  | ☆    | 5R 終了  | TKO     | ワーレ・オモトソ         | ナイジェリア   | WBOインターコンチネンタルスーパーウェルター級王座決定戦       |
| 18           | 2021年2月13日  | ☆    | 12R      | 判定3-0 | パトリック・テシェイラ   | ブラジル       | WBO世界スーパーウェルター級タイトルマッチ                     |
| 19           | 2021年7月17日  | △    | 12R      | 判定1-1 | ジャーメル・チャーロ     | アメリカ合衆国 | WBA・WBC・IBF・WBO世界スーパーウェルター級王座統一戦 WBO防衛1 |
| 20           | 2022年5月14日  | ★    | 10R 2:33 | KO      | ジャーメル・チャーロ     | アメリカ合衆国 | WBA・WBC・IBF・WBO世界スーパーウェルター級王座統一戦 WBO陥落  |
| テンプレート |                |      |          |         |                          |                |                                                               |

## 獲得タイトル
- WBA世界スーパーウェルター級暫定王座（防衛1=レギュラー王座に認定）
- WBA世界スーパーウェルター級レギュラー王座（防衛2=返上）
- WBO世界スーパーウェルター級王座（防衛1）